# مارجوري ودورث
مارجوري ودورث (بالإنجليزية: Marjorie Woodworth)‏ هي ممثلة أمريكية، ولدت في 5 يونيو 1919 في إنغليووود في الولايات المتحدة، وتوفيت في 23 أغسطس 2000.

## وصلات خارجية
- مارجوري ودورث على موقع IMDb (الإنجليزية)
- مارجوري ودورث على موقع قاعدة بيانات الفيلم (الإنجليزية)